# 東海道・山陽新幹線
東海道・山陽新幹線（とうかいどう・さんようしんかんせん）は、新幹線の東京駅 - 博多駅間の通称である。

## 概要
新大阪駅を境に東側の東京駅 - 新大阪駅間が東海道新幹線 (515.4 km)、西側の新大阪駅 - 博多駅間が山陽新幹線 (553.7 km) である。かつて各駅場内区間を除く全線を日本国有鉄道（国鉄）新幹線総局が所管し、福山・三原間以東は総局直轄、福山・三原間 - 新下関・小倉間は広島管理部、新下関・小倉間 - 博多は九州管理部が管理していた。国鉄分割民営化によって大阪鉄道管理局管内である新大阪駅場内を含む東海道新幹線区間の運営を東海旅客鉄道（JR東海）が、新大阪駅西方場外以西の山陽新幹線区間を西日本旅客鉄道（JR西日本）が承継した。
直通列車は定期列車だけで「のぞみ」（東京駅 - 広島駅・博多駅間）が毎時3本、「ひかり」（東京駅 - 岡山駅間）が毎時1本運行されている。かつては「こだま」も定期直通運転が行われていたが、1999年に終了している。
総延長は1,069.1 km（営業キロは1,174.9 km）である。キロポストは東京駅から博多南線を経由した博多総合車両所までの通算である。

## 線路名称
東海道・山陽新幹線は並行する在来線の線増という扱いで設置されたため、「国有鉄道線路名称」においては東京駅 - 新大阪駅 - 新神戸駅間が東海道本線の、新神戸駅 - 小倉駅間が山陽本線の、小倉駅 - 博多駅間が鹿児島本線のそれぞれ無名枝線として扱われ、営業上の路線名として「新幹線」の名称が用いられていた。山陽新幹線岡山開業（1972年）以降、山陽新幹線区間は新幹線総局（旧・東海道新幹線総局）が東海道新幹線と一括で所管し、営業上の路線名として公式に「東海道・山陽新幹線」または単に「新幹線」の呼称を使用し、東北・上越新幹線開業後は「東海道・山陽新幹線」が一般的となった。
のちの国鉄分割民営化では新会社の経営上、路線施設を新幹線鉄道保有機構が承継するため並行する在来線との所属切り離しが図られたことから、民営化以降は東海道新幹線（東京 - 新大阪）、山陽新幹線（新大阪 - 博多）が正式な路線名となった。しかし「東海道・山陽新幹線」が通称として社会に広く通用していることから、運営を承継したJR東海、JR西日本とも、列車運行の実態に即した営業上の路線名として用いている。

## 運行形態
| 路線         | 東海道新幹線 | 東海道新幹線 | 東海道新幹線 | 東海道新幹線 | 東海道新幹線 | 東海道新幹線 | 山陽新幹線 | 山陽新幹線 | 山陽新幹線 | 山陽新幹線 | 山陽新幹線 | 山陽新幹線 | 山陽新幹線 | 山陽新幹線 | 山陽新幹線 | 九州新幹線 | 九州新幹線 | 九州新幹線 |
| 列車名＼駅名 | 東京         | …            | 名古屋       | 名古屋       | …            | 新大阪       | 新大阪     | …          | 岡山       | 岡山       | …          | 広島       | 広島       | …          | 博多       | 博多       | …          | 鹿児島中央 |
| ------------ | ------------ | ------------ | ------------ | ------------ | ------------ | ------------ | ---------- | ---------- | ---------- | ---------- | ---------- | ---------- | ---------- | ---------- | ---------- | ---------- | ---------- | ---------- |
| のぞみ       | 2本          | 2本          | 2本          | 2本          | 2本          | 2本          | 2本        | 2本        | 2本        | 2本        | 2本        | 2本        | 2本        | 2本        | 2本        |            |            |            |
| のぞみ       | 1本          |              |              |              |              |              |            |            |            |            |            |            |            |            |            |            |            |            |
| のぞみ       | 1本          |              |              |              |              |              |            |            |            |            |            |            |            |            |            |            |            |            |
| さくら       |              |              |              |              |              |              | 1本        | 1本        | 1本        | 1本        | 1本        | 1本        | 1本        | 1本        | 1本        | 1本        | 1本        | 1本        |
| ひかり       | 1本          | 1本          | 1本          | 1本          | 1本          | 1本          | 1本        | 1本        | 1本        |            |            |            |            |            |            |            |            |            |
| ひかり       | 1本          |              |              |              |              |              |            |            |            |            |            |            |            |            |            |            |            |            |
| こだま       | 1本          | 1本          | 1本          | 1本          | 1本          | 1本          |            |            |            |            |            |            |            |            |            |            |            |            |
| こだま       | 1本          |              |              |              |              |              |            |            |            |            |            |            |            |            |            |            |            |            |
| こだま       |              |              |              |              |              | 1本          |            |            |            |            |            |            |            |            |            |            |            |            |

2024年3月現在、新大阪駅を跨ぎ、東海道区間・山陽区間で完結しない列車としては以下の速達型列車が運行されている。
- のぞみ：東京駅 - 広島駅・博多駅間を中心に運行（毎時3本程度）。
- ひかり：東京駅 - 岡山駅間を中心に運行（毎時1本程度）。広島駅以西に直通する列車は名古屋駅始発の下り1本のみ。

なお、「こだま」は1999年10月のダイヤ改正で静岡駅 - 岡山駅間運行の1往復が新大阪駅で系統分割されたのを最後に直通運転を行っていない。また、東京駅 - 博多駅間を直通運行する「ひかり」も2003年10月のダイヤ改正で「のぞみ」への種別変更により消滅している。
国鉄分割民営化以降、新大阪を跨ぐ列車については、乗務員は全て新大阪駅で交代し、東海道新幹線区間をJR東海の乗務員が、山陽新幹線区間をJR西日本の乗務員が担当する。車両はJR東海・JR西日本の車両が相互に使用されているが、東海道新幹線の運行形態に揃える形で16両編成のみが使用されており、2010年に500系電車が「のぞみ」運用から撤退して以降は、座席数を1,323席（普通車1,123席・グリーン車200席）に統一した車両で運行されている。

## 運賃・料金計算
運賃は営業キロ（新岩国駅 - 徳山駅間のみ運賃計算キロ）に基づいて算出する。運賃計算を行うMARSシステムによる乗車券の経由表示には、全ての新幹線で「新幹線」と記載される。営業キロ・運賃計算キロ算出に際しては、並行する在来線と同じ路線として計算するが、中間駅が並行する在来線上にない品川駅 - 小田原駅間、三島駅 - 静岡駅間、名古屋駅 - 米原駅間、新大阪駅 - 西明石駅間、福山駅 - 徳山駅間、および並行する在来線と運賃体系が異なる新下関駅 - 博多駅間 については、在来線とは別の路線として計算する。
なお、MARSシステムで発券された東海道・山陽新幹線区間を含む乗車券においては、新幹線と並行する在来線とで運行会社の異なる「東京駅 - 熱海駅間」「米原駅 - 新大阪駅間」「新下関駅 - 博多駅間」について新幹線経由か否かを表示する12マス（4マス×3ブロック）の四角を表示する欄が設けられており、新幹線経由は「■」、在来線経由は「□」、その区間を含まない場合は「・」を示すことになっている。例えば、東京駅 - 新大阪駅間（新幹線経由）であれば「■■■■■■■■・・・・」、米原駅 - 博多駅間（米原駅 - 新大阪駅間のみ在来線）であれば「・・・・□□□□■■■■」と表示される。
特急料金・グリーン料金の算出に当たっては、国鉄時代の取り扱いを踏襲した関係から、会社ごとの特急料金を合算する九州新幹線・北海道新幹線や、会社を跨がる場合に定額を加算する北陸新幹線と異なり、会社を跨がる場合でも加算額のない一連の新幹線乗車区間の営業キロに基づいて料金が設定されており、「三角表」と称するものにより各駅間個別に定められている。

## 駅一覧
ここでは東海道・山陽新幹線に存在する全駅の駅名と主要な駅（全列車停車駅）のキロ程のみを記す。各駅のキロ程・停車駅・接続路線・所在地などの詳細については「東海道新幹線」「山陽新幹線」の各記事を参照のこと。
() 内は起点からの実キロ。駅名に〈〉を付けた駅は東海道と山陽新幹線を直通する定期列車が全て停車しない駅。
- 東京駅 (0.0 km)
- 品川駅 (6.8 km)
- 新横浜駅 (25.5 km)
- 小田原駅
- 熱海駅
- 三島駅
- 〈新富士駅〉
- 静岡駅
- 〈掛川駅〉
- 浜松駅
- 豊橋駅
- 〈三河安城駅〉
- 名古屋駅 (342.0 km)
- 岐阜羽島駅
- 米原駅
- 京都駅 (476.3 km)
- 新大阪駅 (515.4 km)
- 新神戸駅 (548.0 km)
- 西明石駅
- 姫路駅
- 相生駅
- 岡山駅 (676.3 km)
- 新倉敷駅
- 福山駅
- 新尾道駅
- 三原駅
- 東広島駅
- 広島駅 (821.2 km)
- 〈新岩国駅〉
- 徳山駅
- 新山口駅
- 〈厚狭駅〉
- 新下関駅
- 小倉駅 (1013.2 km)
- 博多駅 (1069.1 km)

## 利用状況

### 東京 - 山陽各県
東京と山陽各県との間は航空路線との競合にさらされているが、2005年の国土交通省の分析によると、東京からほぼ同距離である山陽地域（岡山、広島）と北東北地域・南北海道地域（青森、函館）を比較すると、新幹線が整備されている山陽地域の方が鉄道の分担率が高く、東海道・山陽新幹線が鉄道のシェア向上に一定の役割を果たすことを示している。

#### 東京 - 岡山
岡山空港のジェット化が比較的遅かったこともあり、新幹線は航空機に対し7割を超えるシェアであったが、2000年（平成12年）2月に航空法が改正され、航空会社がより自由に運賃を設定できるようになったこと、車社会の岡山においてはパークアンドライドが岡山空港のほうが容易であることもあって、新幹線が急速にシェアを落としていき、2003年（平成15年）には50%を割った。しかし2003年（平成15年）10月に品川駅が開業し、東京 - 岡山の「のぞみ」が1時間あたり2 - 3本（2005年3月からは3本）になってからはシェア回復傾向であり、近年では6割台のシェアを確保している。
- 東京都 - 岡山県のJRと航空機のシェア[9][10][11]
  - 1999年度 … 74 : 26
  - 2001年度 … 66 : 34
  - 2003年度 … 48 : 52
  - 2005年度 … 52 : 48
  - 2006年度 … 53 : 47
  - 2007年度 … 58 : 42
  - 2008年度 … 59 : 41
  - 2009年度 … 61 : 39
  - 2010年度 … 62 : 38
  - 2011年度 … 62 : 38
  - 2012年度 … 62 : 38
  - 2013年度 … 63 : 37
  - 2014年度 … 62 : 38
  - 2015年度 … 62 : 38
  - 2016年度 … 63 : 37
  - 2017年度 … 63 : 37
  - 2018年度 … 64 : 36
  - 2019年度 … 65 : 35
  - 2020年度 … 69 : 31

#### 東京 - 広島・福山
新幹線と広島空港発着の航空機のシェアは1993年度には57:43であったが、1995年（平成7年）に阪神・淡路大震災で山陽新幹線が不通となった。復旧後も客足は新幹線へ戻らず 1996年度には53:47と減少、1997年度は回復したが 以降の客足は航空機に流れて減少の一途をたどり、2002年度には38:62となった。2003年10月に東海道新幹線の品川駅が開業し、東京 - 広島間の「のぞみ」が1時間あたり2 - 3本へ増発し内1本が福山駅に停車、のぞみの特急料金を値下げして自由席を設定するなどの効果 で2003年（平成15年）以降は徐々に新幹線のシェアが回復して航空機のシェアは減少を続けており、2008年度は新幹線が11年ぶりに50%へ回復した。広島市都心部から広島空港へのアクセスが、鉄軌道系のアクセス手段が存在せず山陽自動車道経由のリムジンバスしかなく脆弱であることから（渋滞・事故・その他の理由に起因する通行止めによる遅延や運休のリスクが高い）、東京 - 広島間の新幹線のシェアは比較的高くなっている。
東京 - 福山では、2006年（平成18年）9月から、福山駅 - 岡山空港間にリムジンバス「ももっちライナー」の運行が開始され、東京 - 岡山便との競争が期待されたものの2008年（平成20年）1月31日に「ももっちライナー」は需要が伸びず廃止された。JR西日本広島支社がこの区間の利用者向けに2007年（平成19年）6月と7 - 8月の2回「のぞみDVD無料レンタルキャンペーン」、2008年（平成20年）2月 - 3月は「のぞみ×DSキャンペーン」と称しDVDやゲーム機の無償貸し出しを行っていた。
- 東京都 - 広島県のJRと航空機のシェア[12][9][10][11]
  - 1996年度 … 53 : 47
  - 1999年度 … 45 : 55
  - 2002年度 … 38 : 62
  - 2005年度 … 45 : 55
  - 2006年度 … 46 : 56
  - 2007年度 … 49 : 51
  - 2008年度 … 50 : 50
  - 2009年度 … 52 : 48
  - 2010年度 … 54 : 46
  - 2011年度 … 56 : 44
  - 2012年度 … 58 : 42
  - 2013年度 … 60 : 40
  - 2014年度 … 59 : 41
  - 2015年度 … 63 : 37
  - 2016年度 … 61 : 39
  - 2017年度 … 60 : 40
  - 2018年度 … 61 : 39
  - 2019年度 … 60 : 40
  - 2020年度 … 60 : 40

#### 東京 - 山口
新幹線と山口宇部空港発着の航空機のシェアは、2001年3月に山口宇部空港の滑走路延伸が行われて機材が大型化、翌年にはダブルトラック化も行われたことで山口宇部空港の利用客が急増、JRのシェアが3割を割り込むほどに急減する。その後、新山口駅・徳山駅への「のぞみ」停車開始などもありJRがシェアを微増させ、2012年には41.3%に達したが、その後航空便の拡充などもあり、2018年のシェアは再び3割を割り込んでいる。
特に岩国錦帯橋空港の民間供用が開始された2012年12月以後は、それまで新岩国駅・徳山駅を利用していた山口県東部の利用客の航空機への転移が進んでいる。
- 東京都 - 山口県のJRのシェア[13][14]
  - 1997年度 … 46.3%
  - 1999年度 … 43.7%
  - 2001年度 … 40.8%
  - 2003年度 … 29.3%
  - 2005年度 … 32.0%
  - 2007年度 … 34.0%
  - 2009年度 … 38.3%
  - 2011年度 … 40.6%
  - 2012年度 … 41.3%
  - 2013年度 … 36.5%
  - 2014年度 … 29.8%
  - 2015年度 … 28.1%
  - 2016年度 … 28.9%
  - 2017年度 … 26.3%
  - 2018年度 … 26.0%

### 東京 - 福岡
この区間は1050 km以上の長距離となり、新幹線での所要時間が5時間を超えるものもあるうえ、福岡空港へのアクセスが非常によく（博多駅から地下鉄で5分）、羽田（成田） - 福岡間には格安航空会社を含む各社により多数の航空便が運行されており、この区間は航空機利用が圧倒的に優勢である。2017年度のJRと北九州空港・福岡空港発着の航空機のシェア（東京都 - 福岡県）は7:93で、この比率は年次変動がほぼ無い。

### 名古屋 - 福岡
2005年度のJRと航空のシェアはおおむね3:7程度で推移していたが、「のぞみ早特往復きっぷ」や「エクスプレス予約」などの割引サービスの充実、さらには2006年（平成18年）3月のダイヤ改正における「のぞみ」を1時間に2本へ増発し、始発列車や最終列車の増発や時刻変更で、中京地区から福岡での滞在時間を増加させるなど利便性の向上を図ったことにより、新幹線のシェアが徐々に増加し、2009年には逆転している。
JR東海は2006年（平成18年）春から中京地区で「九州（当初は博多へ）行くなら、新幹線。」キャンペーンを展開し、対抗して全日本空輸 (ANA) もビジネス特割の設定や「行こおか ふくおか」キャンペーンを展開し、中部国際空港 - 福岡便を増発している。一方で日本航空 (JAL) は2008年度に中部国際空港 - 福岡便を廃止し、県営名古屋空港発着の便に一本化、2006年（平成18年）3月に就航した名古屋空港 - 北九州空港（同空港開設と同時に就航）便が僅か1年後の2007年（平成19年）4月に運休したのに続く両地域間の航空路線の縮小となった。
- 愛知県 - 福岡県間のJRと航空機のシェア[9][10][11]
  - 2001年度 … 27 : 73
  - 2003年度 … 30 : 70
  - 2005年度 … 31 : 69
  - 2006年度 … 36 : 64
  - 2007年度 … 42 : 58
  - 2008年度 … 47 : 53
  - 2009年度 … 53 : 47
  - 2010年度 … 57 : 43
  - 2011年度 … 57 : 43
  - 2012年度 … 56 : 44
  - 2013年度 … 49 : 51
  - 2014年度 … 50 : 50
  - 2015年度 … 51 : 49
  - 2016年度 … 49 : 51
  - 2017年度 … 51 : 49
  - 2018年度 … 51 : 49
  - 2019年度 … 51 : 49
  - 2020年度 … 53 : 47